# Böhmische Burg Astheim
Die Böhmische Burg Astheim, vor 1714 auch Bömelburg und Burgwörth genannt, ist eine abgegangene Niederungsburg am Oberrhein etwa zwei Kilometer nordwestlich des Ortsteils Astheim der Gemeinde Trebur im Kreis Groß-Gerau in Hessen. Sie wird als Zollstation gedeutet, da im ausgehenden Mittelalter der Langenauer Rheinarm noch Schifffahrtsweg war. Gleichzeitig diente sie vermutlich zur Sicherung des Reichsbesitzes und der Stadt Frankfurt gegen die Erwerbsbestrebungen der Mainzer Erzbischöfe.

## Lage
Die Burg wird heute am Ostufer des Altarms des Rheins zwischen Trebur und Ginsheim verortet. Der Altarm, früher Langenauer Rhein bzw. Der kleine Rhein genannt, ist heute als Ginsheimer Altrhein im Kartenwerk verzeichnet. Die Burg lag auf Astheimer Gemarkung im Gewann das Langwörth. Östlich davon im Gewann Die große Engelswiese und Der Engelsand lagen die Burgwiesen, der Besitz der Burg, bis hin zum Schwarzbach.

## Geschichte
Mögliche Zusammenhänge zum gefundenen römischen Schiffsländeburgus, der mit den im Lorscher Reichsurbar genannte Askemundestein identifiziert wird, nur wenige Meter nördlich an der Schwarzbachmündung in den heute Ginsheimer Altrhein genannten Rhein-Altarm, sind bis jetzt nicht untersucht.
Die Burg wurde vermutlich im 14. Jahrhundert (um 1370) durch den Oppenheimer Reichsschultheißen Heinz zum Jungen auf Befehl Kaiser Karls IV. (gleichzeitig böhmischer König) als Festes Haus oder Turm mit Wassergraben erbaut, worauf auch eine Urkunde von 1373 der Stadt Frankfurt hinweist. Wohl zu Beginn des 15. Jahrhunderts kam die Burg in den Pfandbesitz des Erzstifts Mainz. In der Mitte des 15. Jahrhunderts wurde sie dann zerstört.
1657 wurde die Burgwörth (der Burgstall) von Johann Christian Freiherr von Boineburg gekauft.
Nachdem im 17. Jahrhundert die Burg noch als altes, in den Rhein gehendes, zerfallenes Mauerwerk auf einer Aue gelegen beschrieben wurde, zeigt der Burgstall nach 1794 bei Niedrigwasser nur noch eine alte Verladerampe aus Kalkstein und Reste eines Wassergrabens (eventuell ein Ringgraben).